# 薩爾弗羅克 (阿肯色州)
薩爾弗羅克（英語：Sulphur Rock）是一個位於美國阿肯色州獨立縣的市鎮。

## 地理
薩爾弗羅克的座標為35°45′09″N 91°30′03″W / 35.75250°N 91.50083°W，而該地的平均海拔高度為98米（即322英尺）。

## 人口
根據2020年美國人口普查的數據，薩爾弗羅克的面積為3.24平方千米，皆為陸地。當地共有人口609人，而人口密度為每平方千米187人。